# Малишевське сільське поселення (Хабаровський район)
Ма́лишевське сільське поселення (рос. Малышевское сельское поселение) — сільське поселення у складі Хабаровського району Хабаровського краю Росії.
Адміністративний центр — село Малишево.

## Населення
Населення сільського поселення становить 843 особи (2019; 877 у 2010, 1093 у 2002).

## Склад
До складу сільського поселення входять:
| Населений пункт  | Населення, осіб (2002) | Населення, осіб (2010) |
| ---------------- | ---------------------- | ---------------------- |
| Малишево, село   | 1075                   | 871                    |
| Чорнолісьє, село | 18                     | 6                      |